# Gani Strazimiri
Gani Strazimiri (Maqellarë, 9 maggio 1915 – Torino, 3 maggio 1993) è stato un pittore, architetto e urbanista albanese, importante figura nella tutela del patrimonio culturale albanese e fondatore dell'Istituto dei monumenti culturali (confluito poi nell'Istituto nazionale dei beni culturali).

## Biografia
Nacque a Maqellarë, presso Peshkopi, il 9 maggio 1915; suo padre fu Ismail Strazimiri ed ebbe almeno un fratello maggiore, Lutfi.
Nel 1932 frequentò la neonata Scuola di disegno a Tirana, fondata da Mario Ridola e Andrea Kushi, e dopo il diploma in pittura frequentò il ginnasio di Tirana su impulso del fratello maggiore con l'obiettivo di proseguire gli studi in architettura presso il Politecnico di Torino, iniziati nel 1939 e interrotti nel 1942 per tornare in patria e partecipare alla guerra di liberazione dell'Albania occupata; qui si stabilì prima a Tirana e poi nella prefettura di Dibër, unendosi al Movimento di Liberazione Nazionale. Suo padre Ismail fu ucciso nel 1943 durante gli scontri.
Nel dopoguerra lavorò come responsabile di edilizia e urbanistica a Dibër ma proseguì poi gli studi nel 1946 presso l'Università statale Lomonosov di Mosca, dove si laureò in architettura nel 1950. Tornato in Albania, divenne capo dell'ufficio di progettazione di Tirana e si occupò, con la consulenza di due architetti russi, del piano regolatore della capitale, approvato poi nel 1953.
Il Politburo del Partito del Lavoro d'Albania lo propose nel 1952 come Viceministro dei lavori pubblici, incarico che Strazimiri rifiutò, proseguendo il suo lavoro all'ufficio di progettazione di Tirana. Progettò diversi edifici tra cui l'Adriatik Hotel di Durazzo e i palazzi Shallvare di Tirana e fu professore presso la Facoltà di Architettura dell'Università di Tirana, ricoprendo la carica di direttore del Dipartimento di Architettura.
Si batté per la conservazione di numerosi edifici e beni culturali albanesi, come il vecchio bazar di Tirana, su cui poi sorse il palazzo della Cultura. Si scontrò aspramente anche col Primo ministro Mehmet Shehu nell'ambito della demolizione di alcuni edifici storici a Scutari. Ritiratosi dal suo incarico di capo dell'ufficio di progettazione per i vari contrasti sullo sviluppo urbanistico, nel 1965 fondò l'Istituto dei monumenti culturali presso l'Università di Tirana, contribuendo anche alla rivista Monumentet. Tale istituto fu fondamentale per la formazione di numerosi professionisti nel settore della tutela del patrimonio culturale e redasse i progetti per la conservazione e musealizzazione dei centri storici di Berat (1961) e Argirocastro (1973), entrambi riconosciuti patrimoni dell'umanità dall'UNESCO nel 2005. Insieme al collega Aleksandër Meksi partecipò nel 1964 al II Congresso internazionale di architetti e tecnici dei monumenti storici di Venezia, dove fu eletto presidente dell'assemblea che ratificò la Carta di Venezia.
Nel 1976 andò in pensione, proseguendo per qualche tempo la sua attività di studio. Morì a Torino il 3 maggio 1993 dopo aver contratto la malattia di Alzheimer.
Nel 2025, a 110 anni dalla sua nascita, è stato commemorato da accademici e colleghi presso il Teatro nazionale dell'opera e del balletto di Tirana.

## Opere
- Il vecchio bazar di Tirana, 1931, olio su tela, 64×99 cm, Galleria nazionale d'arte, Tirana[6]